# Isolepis sulcata
Isolepis sulcata är en halvgräsart som först beskrevs av Louis Marie Aubert Du Petit-Thouars, och fick sitt nu gällande namn av Dugald Carmichael. Isolepis sulcata ingår i släktet borstsävssläktet, och familjen halvgräs. Inga underarter finns listade i Catalogue of Life.